# Lijst van rijksmonumenten in Grubbenvorst
De plaats Grubbenvorst telt 8 inschrijvingen in het rijksmonumentenregister. Hieronder een overzicht.
| Object | Oorspronkelijke functie?  | Bouwjaar                                       | Architect | Locatie                  | Coördinaten?                 | Nr.?   | Afbeelding |
| --- | ------------------------- | ---------------------------------------------- | --------- | ------------------------ | ---------------------------- | ------ | --- |
| Huis De Steeg | Kasteel, buitenplaats     | ca. 1750 (huidige huis) ca. 1800 (bijgebouwen) |           | Broekeindweg 3           | 51° 25' 31" NB, 6° 8' 15" OL | 18801  | Meer afbeeldingen |
| Kasteel Kaldenbroek | Kasteel, buitenplaats     | 16-17e-18e eeuw                                |           | Kaldenbroek 1            | 51° 26' 8" NB, 6° 8' 21" OL  | 18802  | Meer afbeeldingen |
| In baksteen uitgevoerde Limburgse hoeve, bestaande uit twee vleugels onder zadeldaken tussen puntgevels, aan weerszijden van de binnenplaats. In het jaartalanker gedateerd. Twee gemetselde schuurtjes onder zadeldaken aan beide zijden van de inrijpoort | Boerderij                 | 1848 (jaartal)                                 |           | Lottumseweg 24           | 51° 25' 18" NB, 6° 8' 54" OL | 18803  | In baksteen uitgevoerde Limburgse hoeve, bestaande uit twee vleugels onder zadeldaken tussen puntgevels, aan weerszijden van de binnenplaats. In het jaartalanker gedateerd. Twee gemetselde schuurtjes onder zadeldaken aan beide zijden van de inrijpoort |
| Sterk vernieuwd huis met rijk versierde ankers, die o.a. het jaartal 1796 aangeven | Woonhuis                  | 1796                                           |           | Pastoor Vullinghsplein 7 | 51° 25' 10" NB, 6° 8' 51" OL | 18804  | Meer afbeeldingen |
| Een hoog huis met zadeldak tussen topgevels met vlechtingen | Woonhuis                  | 1648 (ankerjaartal)                            |           | Venloseweg 71            | 51° 24' 35" NB, 6° 8' 51" OL | 18805  | Meer afbeeldingen |
| Gebroken Slot | Kasteel, buitenplaats     | 17e eeuw (verwoest)                            |           | Venloseweg bij 71        | 51° 24' 42" NB, 6° 8' 53" OL | 18806  | Meer afbeeldingen |
| Voormalige slottermolen, resten van de voormalige watermolen en een woonhuis met wolfdak, rondboogvensters en een ingang in een rondbogige hardstenen omraming. Molenvijver                                                                                 | Industrie- en poldermolen | 1849                                           |           | Venloseweg 73            | 51° 24' 33" NB, 6° 8' 46" OL | 18807  | Meer afbeeldingen |
| Wachtpost 64 | Transport                 | 1881                                           |           | St. Jansweg 1            | 51° 24' 33" NB, 6° 8' 16" OL | 525034 | Meer afbeeldingen |